# Lynn (actriz de voz)
Lynn (りん Rin?, nacida el 1 de junio) es una actriz de voz japonesa afiliada a Arts Vision. Es conocida principalmente por sus actuaciones en anime; algunos de sus papeles principales incluyen a Nozomi Kaminashi en Keijo!!!!!!!!, Fūka Akitsuki en Fūka, Ayano Yugiri en Engage Kiss, y Miorine Rembran en Mobile Suit Gundam: The Witch from Mercury.

## Biografía
Lynn nació en Yokosuka, Kanagawa, de padre japonés-estadounidense y madre japonesa-brasileña. Se interesó en la actuación mientras estaba en la guardería. Se enteró de que su madre solía formar parte de bandas, lo que influyó en su interés por el entretenimiento. Lynn vio Detective Conan e InuYasha, mientras estaba en la escuela primaria. Mientras estaba en la escuela secundaria, conoció el Instituto Japonés de Actuación de Narración (日本ナレーション演技研究所?). Posteriormente asistió a la escuela, después de pedir permiso a sus padres. Trabajó en el instituto en su primer año de secundaria; como vivía en la Prefectura de Niigata en ese momento, tomaba el Shinkansen a Tokio todos los domingos para recibir lecciones. Mientras asistía a la secundaria, se convirtió en gerente del club de baloncesto de la escuela. En su tercer año, actuó en el festival cultural de la escuela; la acogida positiva que recibió por su actuación la inspiró a continuar con su ocupación. Continuó sus estudios en la escuela de formación, mientras comenzaba sus papeles de actriz de doblaje. Inicialmente expresó papeles en doblajes japoneses de medios extranjeros, mientras expresaba personajes de fondo en anime. Tras pasar una audición, su primer papel principal es el de Maya Kyōdō en la serie de anime Sabagebu!. También interpretó a Lisesharte Atismata en Saijaku Muhai no Bahamut, Mashiro Munetani en High School Fleet, y Nozomi Kaminashi en Keijo!!!!!!!!. Interpretó el papel de Fūka Akitsuki en Fūka e interpretó canciones insertadas para la serie. Lynn interpretó a Himari Takanashi en Demi-chan wa Kataritai, Mizuki Fudō en Idol Incidents, Mano Rinoda en Schoolgirl Strikers, y Ena Komiya en Just Because!. Interpretó a Song Minhua en Girly Air Force y a Mafuyu Kirisu en Bokutachi wa Benkyō ga Dekinai. Le gustan las carreras de caballos y ganó el 99.º Prix de l'Arc de Triomphe en el hipódromo de Longchamp en París, Francia, el 4 de octubre de 2020 con un boleto trifecta con probabilidades de 1010,8 veces y la 65.ª Copa Osaka en el hipódromo de Hanshin el 4 de abril de 2021 con un boleto trifecta con probabilidades de 1062,1 veces y popularidad de 174. El 4 de abril de 2021, ganó la 65.ª Copa Osaka en el hipódromo de Hanshin al ganar un boleto trifecta con probabilidades de 1.062,1, el caballo más popular de la carrera, por un pago de más de un millón de yenes.
El 29 de julio de 2022, durante la aparición de Lynn en el programa de transmisión en vivo de Engage Kiss, se descubrió que era positiva en COVID-19 luego de que la prueba PCR que se había realizado unos días antes revelara el resultado, lo que la obligó a retirarse en medio del programa.

## Filmografía
Los papeles principales están en negrita

### Anime

#### Series de televisión
| Año  | Título                                                                                | Rol                                                | Refs.  |
| ---- | ------------------------------------------------------------------------------------- | -------------------------------------------------- | ------ |
| 2012 | Bakuman 3                                                                             | Asistente                                          | [ 20 ] |
| 2012 | Magi: The Labyrinth of Magic                                                          | Aero                                               | [ 20 ] |
| 2012 | Naruto Shippuden                                                                      | Estudiante de la academia                          | [ 20 ] |
| 2012 | Sakura-sō no Pet na Kanojo                                                            | Profesora de escuela de formación                  | [ 20 ] |
| 2013 | Gingitsune                                                                            | Morita                                             | [ 20 ] |
| 2013 | Ore no Kanojo to Osananajimi ga Shuraba Sugiru                                        | Estudiante femenina A; Novia (ep 4)                | [ 20 ] |
| 2013 | Robotics;Notes                                                                        | Reportera                                          | [ 20 ] |
| 2013 | Sasami-san@Ganbaranai                                                                 | Compañera de clases C                              | [ 20 ] |
| 2013 | Zettai Karen Children                                                                 | Ikuo                                               | [ 20 ] |
| 2014 | Baby Gamba                                                                            | Shioji                                             | [ 20 ] |
| 2014 | Love Live! 2nd Season                                                                 | Compañera de clases                                | [ 20 ] |
| 2014 | Magic Kaito 1412                                                                      |                                                    | [ 20 ] |
| 2014 | Gekkan Shōjo Nozaki-kun                                                               | Estudiante femenina; heroína; Ran                  | [ 20 ] |
| 2014 | Saikin, Imōto no Yōsu ga Chotto Okaishiinda ga.                                       | Capitán del club de tenis; Yūya Kanzaki (niño)     | [ 20 ] |
| 2014 | Akuma no Riddle                                                                       | Instructora B; Estudiante femenina                 | [ 20 ] |
| 2014 | Sabagebu!                                                                             | Maya Kyōdō                                         | [ 4 ]  |
| 2014 | Mahōka Kōkō no Rettōsei                                                               | Locutora                                           | [ 20 ] |
| 2014 | Yowamushi Pedal: Grande Road                                                          | Kana                                               | [ 20 ] |
| 2015 | Comet Lucifer                                                                         | Sōgo Amagi (niño)                                  | [ 20 ] |
| 2015 | Death Parade                                                                          | Shigeru Miura (joven)                              | [ 20 ] |
| 2015 | Funassyi no Funafunafuna Biyori                                                       | Guressyi                                           | [ 20 ] |
| 2015 | Gate: Jieitai Kanochi nite, Kaku Tatakaeri                                            | Myuute; Chica de carreta; Locutora; Empleada; Dora | [ 20 ] |
| 2015 | Ghost in the Shell: Arise – Alternative Architecture                                  | Chica                                              | [ 20 ] |
| 2015 | Lance N' Masques                                                                      | Silvia Marlowe                                     | [ 20 ] |
| 2015 | Mobile Suit Gundam: Iron-Blooded Orphans                                              | Masahiro Altland (niño)                            | [ 20 ] |
| 2015 | Plastic Memories                                                                      | Riho Saito                                         | [ 20 ] |
| 2015 | Rampo Kitan: Game of Laplace                                                          | Enfermera                                          | [ 20 ] |
| 2015 | Arslan Senki                                                                          | Dama de la corte                                   | [ 20 ] |
| 2015 | Jūō Mujin no Fafnir                                                                   | Operadora A; Estudiante femenina                   | [ 20 ] |
| 2015 | Young Black Jack                                                                      | Tiara                                              | [ 20 ] |
| 2016 | Bungō Stray Dogs                                                                      | Atsushi Nakajima (niño)                            | [ 20 ] |
| 2016 | Dimension W                                                                           | Atsuko Hirose                                      | [ 20 ] |
| 2016 | Gate: Jieitai Kanochi nite, Kaku Tatakaeri Part 2                                     | Caballero; Caballero femenino; Myuute              | [ 20 ] |
| 2016 | Heavy Object                                                                          | Operadora                                          | [ 20 ] |
| 2016 | High School Fleet                                                                     | Mashiro Munetani                                   | [ 6 ]  |
| 2016 | Keijo!!!!!!!!                                                                         | Nozomi Kaminashi                                   | [ 7 ]  |
| 2016 | Kuromukuro                                                                            | Rita                                               | [ 20 ] |
| 2016 | Lostorage incited WIXOSS                                                              | Seleccionadora femenina                            | [ 20 ] |
| 2016 | Norn9                                                                                 | Compañera de clases 1                              | [ 20 ] |
| 2016 | Prince of Stride: Alternative                                                         | Niño                                               | [ 20 ] |
| 2016 | Akagami no Shirayuki-hime 2                                                           | Kidou                                              | [ 20 ] |
| 2016 | Saiki Kusuo no Ψ-nan                                                                  | Estudiante femenina A; Yoriko Itano                | [ 20 ] |
| 2016 | Mayoiga                                                                               | Pii-tan, Soy Latte                                 | [ 20 ] |
| 2016 | Sōsei no Onmyōji                                                                      | Sakura Sada                                        | [ 20 ] |
| 2016 | Saijaku Muhai no Bahamut                                                              | Lisesharte Atismata                                | [ 5 ]  |
| 2016 | WWW.Working!!                                                                         | Daichi Saitō (joven)                               | [ 20 ] |
| 2017 | Ēldlive                                                                               | Ninotchka                                          | [ 20 ] |
| 2017 | Fūka                                                                                  | Fūka Akitsuki                                      | [ 21 ] |
| 2017 | Idol Incidents                                                                        | Mizuki Fudō                                        | [ 11 ] |
| 2017 | Demi-chan wa Kataritai                                                                | Himari Takanashi                                   | [ 10 ] |
| 2017 | Just Because!                                                                         | Ena Komiya                                         | [ 13 ] |
| 2017 | Kyoukai no Rinne 3rd Season                                                           | Fantasma de la chica del hospital                  | [ 20 ] |
| 2017 | Schoolgirl Strikers: Animation Channel                                                | Mano Rinoda                                        | [ 12 ] |
| 2018 | Angolmois: Genkō Kassenki                                                             | Teruhi                                             | [ 22 ] |
| 2018 | Sora Yorimo Tōi Basho                                                                 | Yumiko Samejima                                    | [ 23 ] |
| 2018 | Mahō Shōjo Site                                                                       | Asahi Takiguchi                                    | [ 24 ] |
| 2018 | Märchen Mädchen                                                                       | Yumilia Qazan                                      | [ 25 ] |
| 2018 | Tonari no Kyūketsuki-san                                                              | Hinata Natsuki                                     | [ 26 ] |
| 2018 | Ongaku Shōjo                                                                          | Kotoko Kintoki                                     | [ 27 ] |
| 2018 | Akanesasu Shōjo                                                                       | Yū Tōnaka                                          | [ 28 ] |
| 2018 | Nanatsu no Bitoku                                                                     | Raphael                                            | [ 29 ] |
| 2019 | Tsūjō Kōgeki ga Zentai Kōgeki de Ni-kai Kōgeki no Okāsan wa Suki Desu ka?             | Medhi                                              | [ 30 ] |
| 2019 | Dr. Stone                                                                             | Lillian Weinberg                                   | [ 31 ] |
| 2019 | En'en no Shōbōtai                                                                     | Princess Hibana                                    | [ 32 ] |
| 2019 | Girly Air Force                                                                       | Song Minhua                                        | [ 14 ] |
| 2019 | Kandagawa Jet Girls                                                                   | Jennifer Peach                                     | [ 33 ] |
| 2019 | Manaria Friends                                                                       | Poppy                                              | [ 34 ] |
| 2019 | Fukigen na Mononokean Tsuzuki                                                         | Egen                                               | [ 35 ] |
| 2019 | The Promised Neverland                                                                | Gilda                                              | [ 36 ] |
| 2019 | Watashi ni Tenshi ga Maiorita!                                                        | Kōko Matsumoto                                     | [ 37 ] |
| 2019 | Bokutachi wa Benkyō ga Dekinai                                                        | Mafuyu Kirisu                                      | [ 15 ] |
| 2020 | Koisuru Asteroid                                                                      | Yuki Endō                                          | [ 38 ] |
| 2020 | En'en no Shōbōtai: Ni no Shō                                                          | Princess Hibana                                    |        |
| 2020 | Show by Rock!! Mashumairesh!!                                                         | Rararin                                            | [ 39 ] |
| 2020 | Dokyū Hentai HxEros                                                                   | Shiko Murasame                                     | [ 40 ] |
| 2020 | Majo no Tabitabi                                                                      | Mirarosé                                           | [ 41 ] |
| 2020 | Sword Art Online: Alicization                                                         | Scheta                                             |        |
| 2021 | Hataraku Saibō Black                                                                  | Glóbulo blanco (neutrófilo)                        | [ 42 ] |
| 2021 | Mushoku Tensei: Isekai Ittara Honki Dasu                                              | Lilia Greyrat                                      | [ 43 ] |
| 2021 | Muv-Luv Alternative                                                                   | Mikoto Yoroi                                       | [ 44 ] |
| 2021 | Night Head 2041                                                                       | Reika Mutō                                         | [ 45 ] |
| 2021 | RE-MAIN                                                                               | Chinu Kawakubo                                     | [ 46 ] |
| 2021 | Show by Rock!! Stars!!                                                                | Rararin                                            | [ 47 ] |
| 2021 | Tensei Shitara Slime Datta Ken 2nd Season                                             | Luminus Valentine                                  |        |
| 2021 | Shiroi Suna no Aquatope                                                               | Karin Kudaka                                       | [ 48 ] |
| 2021 | Mahōka Kōkō no Yūtosei                                                                | Airi Isshiki                                       | [ 49 ] |
| 2021 | The Promised Neverland Season 2                                                       | Gilda                                              |        |
| 2021 | Tropical-Rouge! Pretty Cure                                                           | Eiko Mizushima                                     | [ 50 ] |
| 2021 | Tsuki ga Michibiku Isekai Dōchū                                                       | Aqua                                               | [ 51 ] |
| 2022 | Aru Asa Dummy Head Mike ni Natteita Ore-kun no Jinsei                                 | Tsurugi Kanegafuchi                                | [ 52 ] |
| 2022 | Engage Kiss                                                                           | Ayano Yugiri                                       | [ 53 ] |
| 2022 | Gunjō no Fanfāre                                                                      | Tako Kitami                                        | [ 54 ] |
| 2022 | Luminous Witches                                                                      | Kawaguchi Fumiyo                                   |        |
| 2022 | Mobile Suit Gundam: The Witch from Mercury                                            | Miorine Rembran                                    | [ 55 ] |
| 2022 | Uchi no Shishō wa Shippo ga Nai                                                       | Shirara Tsubaki                                    | [ 56 ] |
| 2023 | Ao no Orchestra                                                                       | Shizuka Tachibana                                  | [ 57 ] |
| 2023 | Isekai Nonbiri Nōka                                                                   | Ria                                                | [ 58 ] |
| 2023 | Konyaku Haki Sareta Reijō wo Hirotta Ore ga, Ikenai Koto wo Oshiekomu                 | Erūka Crawford                                     | [ 59 ] |
| 2023 | Kimi wa Hōkago Insomnia                                                               | Motoko Kanikawa                                    | [ 60 ] |
| 2023 | Bōkensha ni Naritai to Miyako ni Deteitta Musume ga S-rank ni Natteta                 | Yūri                                               | [ 61 ] |
| 2023 | Oshi no Ko                                                                            | Miyako Saitō                                       | [ 62 ] |
| 2023 | Shin Shinka no Mi: Shiranai Uchi ni Kachigumi Jinsei                                  | Beatrice Roegner                                   | [ 63 ] |
| 2023 | Goblin Slayer II                                                                      | Ginpatsu Jijo                                      | [ 64 ] |
| 2023 | Hypnosis Mic: Division Rap Battle - Rhyme Anima +                                     | Iris Innocent Traiter                              | [ 65 ] |
| 2024 | Yōkoso Jitsuryoku Shijō Shugi no Kyōshitsu e 3rd Season                               | Maya Satō                                          | [ 66 ] |
| 2024 | Sokushi Cheat ga Saikyō Sugite, Isekai no Yatsura ga Marude Aite ni Naranain Desu ga. | Asaka Takatō                                       | [ 67 ] |
| 2024 | Tsuki ga Michibiku Isekai Dōchū Season 2                                              | Aqua                                               | [ 68 ] |
| 2024 | Meiji Gekken: 1874                                                                    | Senri Kuroki                                       | [ 69 ] |
| 2024 | Spice and Wolf: Merchant Meets the Wise Wolf                                          | Elsa Schtingheim                                   | [ 70 ] |
| 2024 | Tensei Shitara Dai Nana Ōji Datta no de, Kimama ni Majutsu o Kiwamemasu               | Sylpha                                             | [ 71 ] |
| 2024 | Re:Monster                                                                            | Therese East Eckermann                             | [ 72 ] |
| 2024 | Tensei Shitara Slime Datta Ken 3rd Season                                             | Luminus Valentine                                  | [ 73 ] |
| 2024 | Mushoku Tensei II: Isekai Ittara Honki Dasu Part 2                                    | Lilia Greyrat                                      | [ 74 ] |
| 2024 | Unnamed Memory                                                                        | Cecilia                                            | [ 75 ] |
| 2024 | The New Gate                                                                          | Rionne Strail Bayreuth                             | [ 76 ] |
| 2024 | Oshi no Ko 2nd Season                                                                 | Miyako Saitō                                       | [ 77 ] |
| 2024 | Tsue to Tsurugi no Wistoria                                                           | Liana Owenzaus                                     | [ 78 ] |
| 2024 | Naze Boku no Sekai o Dare mo Oboeteinai no ka?                                        | Farin                                              | [ 79 ] |
| 2024 | Haigakura                                                                             | Hakushurin                                         | [ 80 ] |
| 2024 | Murder Mystery of the Dead                                                            | Ranna Kuze                                         | [ 81 ] |
| 2024 | Trillion Game                                                                         | Akari Shirotora                                    | [ 82 ] |
| 2024 | Mokushiroku no Yonkishi 2nd Season                                                    | Diodra                                             | [ 83 ] |
| 2024 | Kimi wa Meido-sama                                                                    | Grace                                              | [ 84 ] |
| 2025 | Hazure Skill "Kinomi Master"                                                          | Lena Floria                                        | [ 85 ] |
| 2025 | Kusuriya no Hitorigoto 2nd Season                                                     | Ayla                                               | [ 86 ] |
| 2025 | Kimi no Koto ga Dai Dai Dai Dai Daisuki na 100-nin no Kanojo 2nd Season               | Mimimi Utsukushisugi                               | [ 87 ] |
| 2025 | En'en no Shōbōtai: San no Shō                                                         | Princess Hibana                                    | [ 88 ] |
| 2025 | Uma Musume Cinderella Gray                                                            | Maruzensky                                         | [ 89 ] |
| 2025 | Bad Girl                                                                              | Kiyoraka Sumiki                                    | [ 90 ] |
| 2025 | Tensei Shitara Dai Nana Ōji Datta no de, Kimama ni Majutsu o Kiwamemasu 2nd Season    | Sylpha                                             | [ 91 ] |
| 2025 | Bukiyō na Senpai.                                                                     | Azusa Kannawa                                      | [ 92 ] |
| 2026 | En'en no Shōbōtai: San no Shō Part 2                                                  | Princess Hibana                                    | [ 93 ] |
| —    | Fate/strange Fake                                                                     | Assassin                                           | [ 94 ] |

#### Películas
| Año  | Título                                          | Rol                                | Refs.  |
| ---- | ----------------------------------------------- | ---------------------------------- | ------ |
| 2013 | Persona 3 The Movie: No. 1, Spring of Birth     | Gánster D                          |        |
| 2014 | Stand by Me Doraemon                            |                                    |        |
| 2015 | Typhoon Noruda                                  | Kenta Saijō (7 años); Momoi-sensei |        |
| 2015 | Tamayura ~Sotsugyō Shashin~ Dai-2-bu -Hibiki-   |                                    |        |
| 2016 | Monster Strike The Movie                        | Aoi Mizusawa                       | [ 95 ] |
| 2017 | Mary to Majo no Hana                            | Gib-cat                            |        |
| 2018 | Kimi no Suizō o Tabetai                         | Sakura Yamauchi                    | [ 96 ] |
| 2020 | High School Fleet: The Movie                    | Mashiro Munetani                   | [ 6 ]  |
| 2020 | Joze to Tora to Sakanatachi                     | Kana Kishimoto                     | [ 97 ] |
| 2022 | Watashi ni Tenshi ga Maiorita! Precious Friends | Koko Matsumoto                     | [ 98 ] |
| 2023 | Fate/strange Fake: Whispers of Dawn             | Assassin                           | [ 99 ] |

#### ONAs
| Año  | Título                                | Rol                                           | Refs.   |
| ---- | ------------------------------------- | --------------------------------------------- | ------- |
| 2015 | Ninja Slayer From Animation           | Bunako; Niño; Voz electrónica; Oiran; Oiran B | [ 100 ] |
| 2015 | Monster Strike                        | Aoi Mizusawa                                  | [ 95 ]  |
| 2016 | Getsuyōbi no Tawawa                   | Empleada                                      |         |
| 2020 | Pokémon: alas del crepúsculo          | Sonia                                         | [ 101 ] |
| 2021 | Beyblade Burst Dynamite Battle        | Ilya Mao                                      | [ 102 ] |
| 2021 | Star Wars: Visions                    | Misa                                          | [ 103 ] |
| 2022 | Kotarō wa Hitorigurashi               | Akane Nitta                                   | [ 104 ] |
| 2022 | JoJo's Bizarre Adventure: Stone Ocean | Perla Pucci                                   | [ 104 ] |
| 2024 | Code Geass: Dakkan no Rozé            | Minato Sakai                                  | [ 105 ] |
| 2024 | T.P BON Season 2                      | Rebecca                                       | [ 106 ] |
| 2025 | Shinsei Galverse                      | Momo                                          | [ 107 ] |

#### OVAs
| Año  | Título                    | Rol                               | Refs. |
| ---- | ------------------------- | --------------------------------- | ----- |
| 2013 | Ghost in the Shell: Arise | Operadora B                       |       |
| 2015 | Hero Company              | Saki Tsurugi/Langue de Chat White |       |
| 2015 | Wakaba Girl               | Clienta A                         |       |
| 2016 | Charlotte Special Edition | Honoka                            |       |
| 2017 | High School Fleet OVA     | Mashiro Munetani                  | [ 6 ] |

### CDs Drama
- Sukina Hito Hodo, Mugita
- Sennen Sensō Aigis Gekka no Hanayome, Katy
- Mahō Tsukai no Yome, Fairy
- Tearmoon Teikoku Monogatari, Esmeralda Etoile Greenmoon [108]

### Videojuegos
| Año  | Título                                          | Rol                                   | Refs.   |
| ---- | ----------------------------------------------- | ------------------------------------- | ------- |
| 2013 | Conception II: Children of the Seven Stars      | Fuuko                                 | [ 109 ] |
| 2013 | Seisou no Amazones                              | Tenshi                                | [ 110 ] |
| 2014 | Schoolgirl Strikers                             | Mano Rinoda                           | [ 12 ]  |
| 2014 | Pirate's Fantasia                               | Emilia                                | [ 111 ] |
| 2014 | Tenku no Craft Fleet                            | Rukino, Saki, Tifa, Kodia, Josef      | [ 1 ]   |
| 2014 | Fantasy × Runners 2                             | Piyo, Nora, Yuriri                    | [ 112 ] |
| 2014 | Yokai Hyakkitan!                                | Demon                                 | [ 113 ] |
| 2014 | Saga of Ishtaria                                | Ishutaru                              | [ 1 ]   |
| 2015 | Fire Emblem Fates                               | Azura                                 | [ 1 ]   |
| 2015 | Uchi no Hime-sama ga Ichiban Kawaii             | Yuki Jūki Shoes Snowman               | [ 114 ] |
| 2015 | Xuccess Heaven                                  | Fuyuka Yamazaki                       | [ 115 ] |
| 2015 | The Tower of Princess                           | Vaglia, Alexia                        | [ 116 ] |
| 2015 | One Way Heroics                                 | Coco                                  | [ 117 ] |
| 2015 | Bravely Archive                                 | Tengu                                 | [ 118 ] |
| 2015 | Robot Girls Z ONLINE                            | Richter                               | [ 119 ] |
| 2016 | Overwatch                                       | Mei                                   | [ 120 ] |
| 2016 | Yome Collection                                 | Mashiro Munetani                      | [ 6 ]   |
| 2016 | Idol Incidents                                  | Mizuki Fudō                           | [ 11 ]  |
| 2016 | Quiz RPG Witch and Black Cat Wiz                | Adelaide Schiller                     | [ 121 ] |
| 2016 | Yuba no Shirushi                                | Iru Maharu                            | [ 122 ] |
| 2016 | Yome Collection                                 | Mashiro Souya                         | [ 6 ]   |
| 2016 | Life Is Strange                                 | Chloe Price, Taylor Christensen       | [ 123 ] |
| 2016 | Girls' Frontline                                | HK21, MP7                             |         |
| 2017 | Koekatsu                                        | Tanya Kournikova                      | [ 124 ] |
| 2017 | Fire Emblem Heroes                              | Azura                                 | [ 1 ]   |
| 2017 | Project Tokyo Dolls                             | Misaki                                | [ 125 ] |
| 2017 | Granblue Fantasy                                | Justice, Makura                       |         |
| 2017 | World of Warships                               | Mashiro Souya                         | [ 126 ] |
| 2017 | Magia Record                                    | Konoha Shizumi                        | [ 127 ] |
| 2018 | Uma Musume Pretty Derby                         | Maruzensky                            | [ 128 ] |
| 2018 | Life Is Strange: Before the Storm               | Chloe Price                           | [ 129 ] |
| 2019 | Devil May Cry 5                                 | Nico                                  | [ 130 ] |
| 2019 | Code Vein                                       | Io                                    | [ 131 ] |
| 2020 | Kandagawa Jet Girls                             | Jennifer Peach                        | [ 132 ] |
| 2020 | Azur Lane                                       | Brooklyn, Phoenix, Champagne, Musashi | [ 133 ] |
| 2020 | Lost Judgment                                   | Emily Mochizuki                       | [ 134 ] |
| 2020 | Crash Fever                                     | Vicky                                 | [ 135 ] |
| 2021 | Balan Wonderworld                               | Emma Cole                             |         |
| 2021 | Shin Megami Tensei V                            | Sahori Itsukishima                    | [ 104 ] |
| 2021 | Gate of Nightmares                              | Emma                                  | [ 136 ] |
| 2021 | Tensei Shitara Slime Datta Ken: Isekai Memories | Luminous Valentine                    |         |
| 2022 | The King of Fighters XV                         | Isla, Re Verse                        | [ 137 ] |
| 2022 | Eve: Ghost Enemies                              | Nanase Sawashiro                      | [ 138 ] |
| 2022 | Genshin Impact                                  | Damselette                            | [ 139 ] |
| 2022 | Tactics Ogre: Reborn                            | Catiua Pavel                          | [ 140 ] |
| 2023 | World Dai Star: Yume no Stellarium              | Daikoku Karasumori                    | [ 141 ] |
| 2023 | Sword Art Online: Last Recollection             | Scheta                                | [ 142 ] |
| 2023 | Livestream 2: Escape from Togaezuka Happy Place | Himari Aitsuki                        | [ 143 ] |
| 2023 | Ys X: Nordics                                   | Karja Balta                           | [ 144 ] |
| 2023 | TEVI                                            | Tevi                                  | [ 145 ] |
| 2024 | Cookie Run: Kingdom                             | Nutmeg Tiger Cookie                   | [ 146 ] |

### Doblaje
| Título                             | Rol                  | Doblaje de voz para | Notas                                | Refs.   |
| ---------------------------------- | -------------------- | ------------------- | ------------------------------------ | ------- |
| Adventure Time                     | NEPTR                | Andy Milonakis      | Animación                            | [ 147 ] |
| Assassination Nation               | Lily Colson          | Odessa Young        |                                      | [ 148 ] |
| Bachelorette                       | Katie Lawrence       | Isla Fisher         |                                      | [ 149 ] |
| Chronicles of the Ghostly Tribe    | Cao Weiwei           | Tiffany Tang        |                                      | [ 150 ] |
| How to Marry a Millionaire         | Pola Debevoise       | Marilyn Monroe      | Edición de películas de la Nueva Era | [ 151 ] |
| Little House on the Prairie        | Nellie Oleson Dalton | Alison Arngrim      | Edición NHK BS4K 2019                | [ 152 ] |
| El cascanueces y los cuatro reinos | Louise Stahlbaum     | Ellie Bamber        |                                      | [ 153 ] |
| The Originals                      | Davina Claire        | Danielle Campbell   |                                      | [ 154 ] |
| Ouija                              | Sarah Morris         | Ana Coto            |                                      | [ 155 ] |
| Shameless                          | Liam Gallagher       | Christian Isaiah    | Serie de televisión                  | [ 156 ] |
| Wonka                              | Joven Wonka          | Colin O'Brien       |                                      | [ 157 ] |
| Winx Club WOW                      | Bloom                |                     | Animación                            | [ 20 ]  |